# Škvaranska
Škvaranska is een plaats in de gemeente Raša in de Kroatische provincie Istrië. De plaats telt 5 inwoners (2001).